# NightS (manga)
NightS (ナイツ?, NightS) è un manga yaoi scritto e disegnato da Kou Yoneda, serializzato dal 2008 al 2012 sulla rivista giapponese Magazine Be x Boy e successivamente raccolto in un unico volume. Un'edizione in lingua italiana è stata distribuita da Flashbook Edizioni.
L'opera gode dello spin-off NightS dj -Another Story.

## Trama
Masato Karashima è un corriere irregolare che è disposto ad accettare lavori di ogni natura, anche i più pericolosi. Per lui le cose si complicano quando accetta un incarico dalla yakuza, non tanto per la difficoltà del compito in sé quanto per l'irresistibile attrazione provata per il suo committente con il quale, rapidamente, nasce un insidioso ma irresistibile gioco di seduzione e inganni.

## Pubblicazione
| Nº | Data di prima pubblicazione | Data di prima pubblicazione | Data di prima pubblicazione | Data di prima pubblicazione |
| Nº | Giapponese                  | Giapponese                  | Italiano                    | Italiano                    |
| -- | --------------------------- | --------------------------- | --------------------------- | --------------------------- |
| 1  | 9 febbraio 2013             | ISBN 978-4-7997-1252-8      | 16 novembre 2015            | ISBN 978-88-6169-551-1      |